# 冨山一郎 (政治学者)
冨山 一郎（とみやま いちろう、1957年 - ）は、日本の学者、同志社大学教授。沖縄問題を研究する。
京都市生まれ。1982年京都大学農学部卒、1989年同大学院農学研究科博士課程単位取得満期退学。1990年「近代日本社会と「沖縄人」 戦前期沖縄出稼民の社会運動」で農学博士（京都大学）。神戸市外国語大学助教授、1997年大阪大学助教授（日本学）、教授、2012年同志社大学大学院グローバル・スタディーズ研究科教授。

## 著書
- 『近代日本社会と「沖縄人」 「日本人」になるということ』日本経済評論社、1990
- 『戦場の記憶』日本経済評論社、1995
- 『暴力の予感 伊波普猷における危機の問題』岩波書店、2002
- 『流着の思想 「沖縄問題」の系譜学』インパクト出版会、2013
- 『始まりの知  ファノンの臨床』法政大学出版局、2018

### 共編著
- 『記憶が語りはじめる』編 東京大学出版会 歴史の描き方 2006
- 『ポスト・ユートピアの人類学』石塚道子、田沼幸子共編 人文書院 2008
- 『現代沖縄の歴史経験 希望、あるいは未決性について』森宣雄共編著 青弓社 日本学叢書 2010
- 『叢書コンフリクトの人文学 1 コンフリクトから問う その方法論的検討』田沼幸子共編 大阪大学出版会 2012

## 論文
- ＜冨山一郎